# Bruno Ferrat
Bruno Ferrat, né le 24 janvier 1966, est un triathlète et duathlète français, international de 1990 à 1996 et champion de France de duathlon en 1994, devenu entraineur de triathlètes et de cyclistes depuis 1998.

## Biographie

### Carrière sportive
Bruno Ferrat participe aux triathlons de Nice en 1992 (17e), à l'Embrunman (10e).
Champion de France de duathlon en 1994,, il termine à la 4e place du championnat d'Europe de duathlon à Vuokatti (en Finlande) la même année. 
Il a été licencié au club cycliste de l'AS Corbeil-Essonnes.
Il se consacre au métier d'entraîneur à partir de 1998, mais ne reste pas inactif pour autant. En 2010, Bruno Ferrat participe avec ses triathlètes à l'aquathlon longue distance « Cahorsman » de Luzech. Il termine deuxième derrière Cristiano Solak et devant Mathieu Agnus, tous les deux coachés par Ferrat.

### Carrière d'entraineur et reconversion
Bruno Ferrat a fondé la marque T3, alias « la3attitude », proposant ses services d'entraîneur et de conseil technique et sportif. 
Après sa retraite sportive, Bruno Ferrat a notamment été l'entraineur de Pascal Chanteur (cycliste) en 1992, Cristiano Solak (triathlète), Benjamin Sanson (triathlète) de 2010 à 2012 et manager du Team 1re division Club Triathlon de Bordeaux en 2008.

## Palmarès

### Triathlon et duathlon
Le tableau présente les résultats les plus significatifs (podiums) obtenus sur le circuit national de triathlon et de duathlon depuis 1991.
| Année | Compétition                                         | Position | Temps           |
| ----- | --------------------------------------------------- | -------- | --------------- |
| 1994  | Championnat de France de duathlon                   |          | 1 h 22 min 34 s |
| 1993  | Grand Prix national de duathlon                     |          |                 |
| 1991  | Championnats de France de triathlon longue distance |          | Timing          |

### Cyclisme
- 53 victoires
- Sélection en équipe de France militaire

### Records
| Épreuve  | Performance     |
| -------- | --------------- |
| 10 km    | 31 min          |
| Marathon | 2 h 29          |
| Ironman  | 8 h 59 min 34 s |

## Distinctions honorifiques
- Médaille de la jeunesse, des sports et de l'engagement associatif, or[réf. nécessaire]